# Praia do Boqueirão
Praia do Boqueirão é uma praia localizada em Praia Grande, São Paulo, tem 670 metros de extensão, delimitada pelas praias de Forte e Guilhermina.Conta com serviços de restaurantes, hoteis, salva vidas, quiosques, posto de informações turísticas e limpeza de praia.